# Lovenella corrugata
Lovenella corrugata is een hydroïdpoliep uit de familie Lovenellidae. De poliep komt uit het geslacht Lovenella. Lovenella corrugata werd in 1908 voor het eerst wetenschappelijk beschreven door Thornely. 